# Norra Gubbnästjärnen
Norra Gubbnästjärnen är en sjö i Malung-Sälens kommun i Dalarna och ingår i Dalälvens huvudavrinningsområde.